# Konsumgaststätte

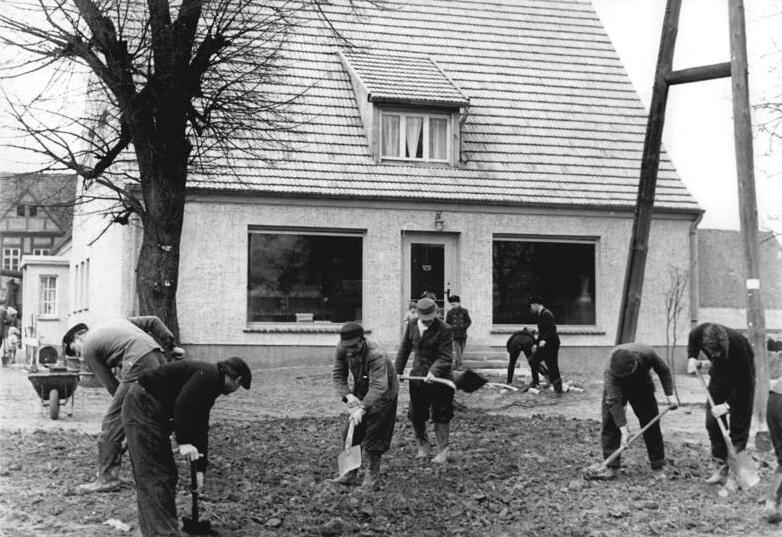
Bauarbeiten für die Konsumgaststätte in Watzkendorf

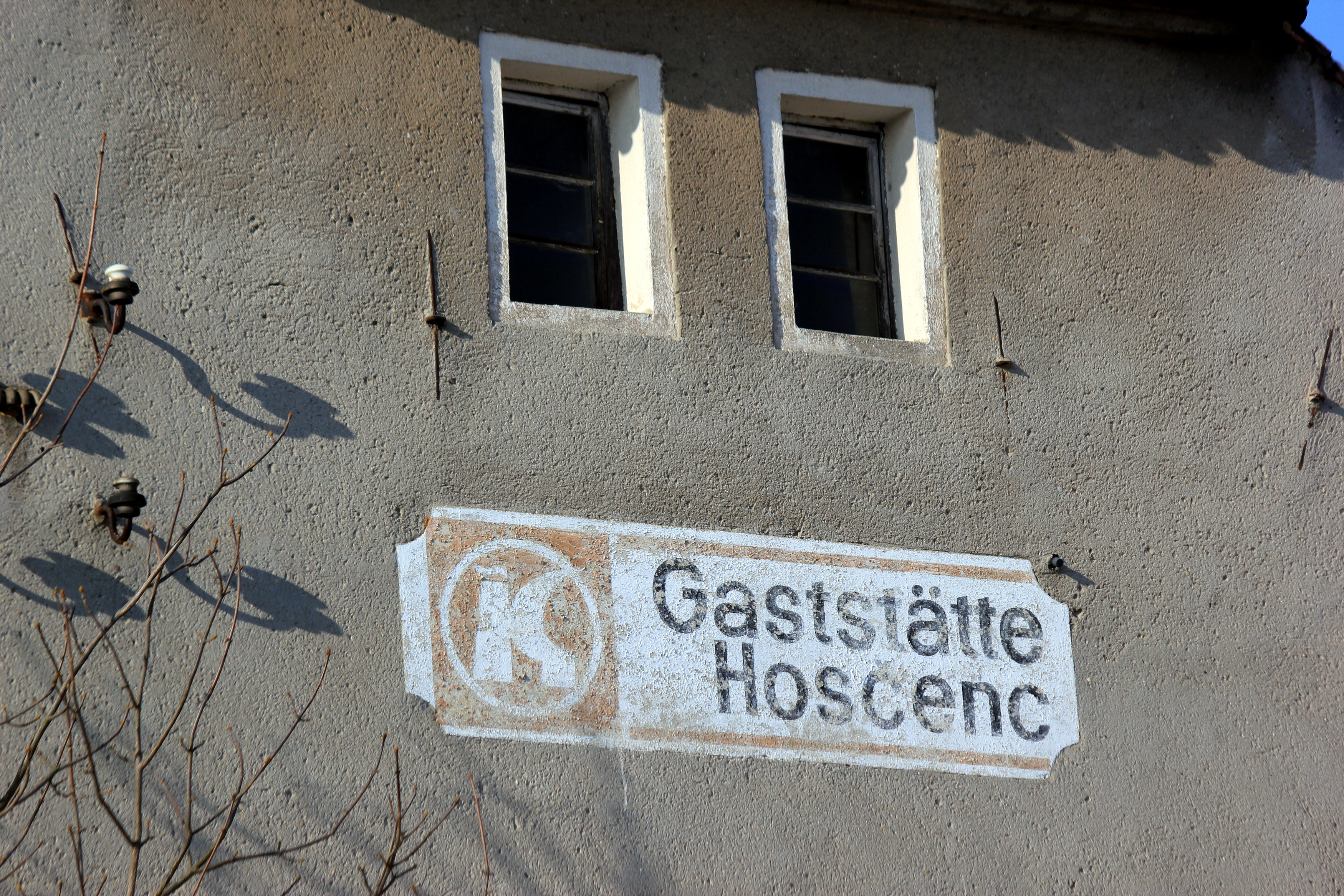
Zweisprachiger Schriftzug an der ehemaligen Konsumgaststätte in Quatitz

Konsumgaststätte war die Bezeichnung bestimmter Gaststätten in der DDR. Sie wurden durch die Konsumgenossenschaften in der DDR betrieben und unterstanden staatlicher Kontrolle. Zum Teil wurden die Gaststätten auch als sogenannte „Kommissionsgaststätten“ an private Wirtsleute verpachtet.
Während die meisten Konsumgaststätten nach der Wiedervereinigung verschwanden oder privatisiert wurden, betreibt Zentralkonsum als Verband der ostdeutschen Konsumgenossenschaften weiterhin zwei Gaststätten mit Hotelbetrieb in Weimar und Oberhof.